# Diederik II van Wettin
Diederik II (voor 993 - 19 november 1034) was markgraaf van de Neder-Lausitz (1032).

## Leven
Diederik was zoon van Dedo I van Wettin en Thietberga van Haldensleben. Na het overlijden van zijn vader in 1009 werd hij "op verzoek van zijn moeder en de rijksvorsten" beleend met de lenen van zijn vader: het graafschap Wettin (stad) en lenen bij Zörbig. Er is geen sprake van regentschap dus Diederik moet toen al meerderjarig zijn geweest. Geleidelijk bouwde hij zijn bezit uit: in 1017 was hij graaf in de Schwabengau (ten noorden van Wettin) en erfde hij Eilenburg, Brehna en de status van rijksgraaf van zijn oom Frederik I van Wettin. 
Diederik was een van de getuigen bij de vrede van Bautzen (stad) in 1018, die een einde maakte aan vijftien jaar oorlog tussen Polen en Duitsland. Toen de nieuwe Poolse koning Mieszko II Lambert van Polen later de oorlog weer hertvatte, was het Diederik die de verdediging organiseerde en in 1030 binnenvallende Poolse troepen versloeg. Als erkenning daarvoor werd hij in 1032 tot markgraaf van de Lausitz benoemd maar in 1034 werd hij vermoord door vazallen van zijn zwager Ekhard II van Meißen.

## Huwelijk en kinderen
Diederik was gehuwd met Mathilde van Meissen, dochter van markgraaf Ekhard I van Meißen en Swanhilde Billung van Saksen, dochter van hertog Herman Billung van Saksen. Zij hadden de volgende kinderen:
- Frederik, als Frederik I bisschop van Münster (1020-1084).
- Dedo, werd in 1046 markgraaf van de Lausitz (?-1075)
- Thiemo, als Thiemo I graaf van Wettin (1034-1091/1118)
- Gero van Brehna (?-1089)
- Koenraad, graaf van Camburg (? - na 1040)
- Rikdag, kinderloos;
- Hidda, getrouwd met Spythiněv II van Bohemen.